# Jan Zwartkruis
Jan Zwartkruis (Elst, Güeldres, 18 de febrero de 1926 – Utrecht, 7 de marzo de 2013) fue el entrenador de la selección de fútbol de los Países Bajos durante dos periodos (1976–1977 y 1978–1981), entrenando al equipo durante 28 partidos, incluyendo la Eurocopa de 1980. También entrenó a la selección de fútbol de Trinidad y Tobago durante un corto periodo en los años 1980.
Falleció el 7 de marzo de 2013 a la edad de 87 años en la provincia de Utrecht.

## Clubes

### Como jugador
| Club                          | País         | Año     |
| ----------------------------- | ------------ | ------- |
| SV Spero                      | Países Bajos | ¿? - ¿? |
| Hollandia Victoria Combinatie | Países Bajos | ¿?-1956 |

### Como entrenador
| Club                                             | País                  | Año       |
| ------------------------------------------------ | --------------------- | --------- |
| SV Spakenburgo                                   | Países Bajos          | 1975      |
| Selección de fútbol de los Países Bajos          | Países Bajos          | 1976-1977 |
| Selección de fútbol de los Países Bajos          | Países Bajos          | 1978-1981 |
| Selección de fútbol de las Antillas Neerlandesas | Antillas Neerlandesas | 1978-1981 |
| Selección de fútbol de las Antillas Neerlandesas | Antillas Neerlandesas | 1992-1994 |